# Władysław Marecki
Władysław Marecki vel Władysław Marczewski pseud.: Żabik 2, Hipek, Kajtek (ur. 23 sierpnia 1911 w Lublinie, zm. 25 marca 1999 w Sopocie) – major piechoty Wojska Polskiego, cichociemny.

## Życiorys
Po zakończeniu nauki w szkole powszechnej i technicznej we Włodzimierzu Wołyńskim (w latach 1920–1932) odbył zasadniczą służbę wojskową w 23 pułku piechoty im. płk. Leopolda Lisa-Kuli we Włodzimierzu Wołyńskim w latach 1932–1934. Od 1 października służył w Pułku KOP „Wilejka”. Ukończył szkołę podoficerską w 1937 roku. 18 sierpnia 1939 roku został przydzielony do 2 pułku Strzelców Górskich, którym był przemianowany 2 Pułk Piechoty KOP, wchodzący w skład 1 Brygady Górskiej KOP.
Równolegle jako ekstern ukończył w 1939 roku 6. klasę gimnazjum.
We wrześniu 1939 roku był zastępcą dowódcy plutonu w 2 pułku Strzelców Górskich. Brał udział w ciężkich walkach w Beskidach (od Żywca po Rabkę). W czasie bitwy pod Gdowem 6 września był ranny i ewakuowany z pola bitwy do szpitala w Tarnowie.
Po wyjściu ze szpitala 19 września przekroczył granicę polsko-węgierską. Był internowany na Węgrzech (w obozie Szombathely). W maju 1940 roku znalazł się w Syrii, gdzie została sformowana Samodzielna Brygada Strzelców Karpackich, z którą walczył (w 1 kompanii 2 pułku, a następnie w 3 kompanii strzeleckiej 3 batalionu) m.in. w bitwach o Tobruk i o Gazalę. W czasie tej ostatniej bitwy był ponownie ranny i leczony w Polskim Szpitalu Wojskowym w Aleksandrii. Po opuszczeniu szpitala skierowano go do szkoły podchorążych w Palestynie, którą ukończył otrzymując awans na sierżanta podchorążego. Ukończył również kurs dowódców oddziałów szturmowych w Centrum Wyszkolenia Armii. Został wraz z 3 Dywizją Strzelców Karpackich 2 Korpusu Polskiego przerzucony do Włoch.
Zgłosił się do służby w kraju. Po przeszkoleniu w dywersji został zaprzysiężony 14 lutego 1944 roku w Oddziale VI Sztabu Naczelnego Wodza i przeniesiony do Głównej Bazy Przerzutowej w Brindisi we Włoszech. Zrzutu dokonano w nocy z 21 na 22 maja 1944 roku w ramach operacji „Weller 29” dowodzonej przez mjra naw. Eugeniusza Arciuszkiewicza. Razem z nim skakał również m.in. Leopold Okulicki, późniejszy (ostatni) komendant główny Armii Krajowej.
Marecki przez 3 tygodnie oczekiwał na przydział ukrywając się w okolicach placówki odbiorczej. Dostał przydział na stanowisko dowódcy 3 kompanii „Tobruk” 106 Dywizji Piechoty AK (Samodzielnego Partyzanckiego Bataliony Szturmowego „Suszarnia”) operującego w strukturze Inspektoratu Miechów Okręgu Kraków AK.
Równocześnie od 14 września 1944 roku pracował jako oficer wyszkolenia w 106 Dywizji Piechoty. Uczył minerstwa, dywersji i taktyki szturmowej.
Od 15 listopada 1944 roku, w wyniku częściowej demobilizacji 106 Dywizji Piechoty, jego 3 kompania została zredukowana do siły 2 plutonów pozostających w dyspozycji dowódcy 120 pułku piechoty, a od 5 grudnia – dowódcy dywizji.
Marecki zdał kompanię „Bemowi” albo Zbigniewowi Czyżewiczowi, ps. Miś, Błękitny, w dniu 5 stycznia 1945 roku.
Po wojnie osiedlił się początkowo w Gdańsku. Pracował tam jako kierownik wydziału ekonomicznego i zaopatrzenia w Zakładach Przemysłu Zapałczanego. W 1948 roku rozpoczął studia na Politechnice Gdańskiej, jednak nękania władz nie pozwoliły mu na ukończenie tych studiów. W 1976 roku przeszedł na emeryturę. Działał w Związku Inwalidów Wojennych RP.
Przez ostatnie lata życia mieszkał w Sopocie. Został pochowany w Kwaterze Armii Krajowej na sopockim Cmentarzu Komunalnym (rząd 1, grób 38).

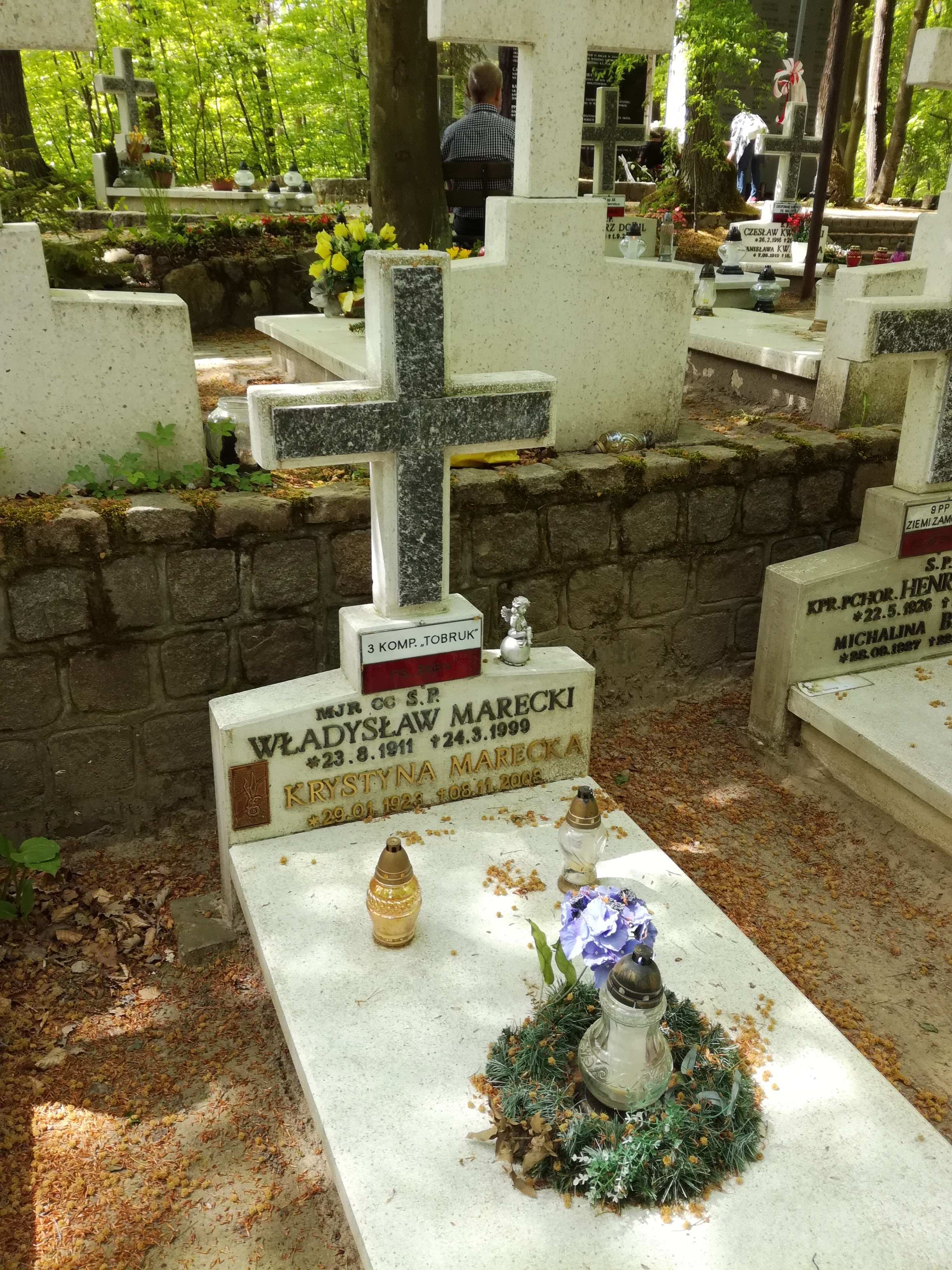
Grób Władysława Mareckiego na cmentarzu komunalnym w Sopocie

## Awanse
- kapral służby zawodowej – 1 października 1937 roku
- plutonowy – 1940
- sierżant podchorąży – 1943
- podporucznik – 1 marca 1944 roku
- porucznik – 22 maja 1944 roku
- kapitan – 9 października 1945 roku
- major –

## Ordery i odznaczenia
- Krzyż Srebrny Orderu Virtuti Militari
- Krzyż Walecznych – dwukrotnie, oba 17 stycznia 1945 roku
- Srebrny Krzyż Zasługi z Mieczami – 25 września 1944 roku
- Krzyż Armii Krajowej[2]
- Krzyż Czynu Bojowego Polskich Sił Zbrojnych na Zachodzie[2]

## Życie rodzinne
Był synem Władysława, pracownika technicznego w fabryce samolotów, i Józefy z domu Kucharskiej. W 1944 roku ożenił się z Krystyną Skoczek (ur. 1923), z którą miał dwóch synów: Zbigniewa (ur. w 1946 roku) i Wojciecha (ur. w 1949 roku).